# Belle arti
Con l'espressione belle arti si indica ogni forma d'arte sviluppata principalmente con scopi estetici e concettualmente distinti dalla utilità. Tale forma d'arte è solitamente espressa nella produzione di manufatti artistici utilizzando forme di arte visiva, arti figurative e forme di arte scenica o arte teatrale.
Tradizionalmente le principali belle arti sono considerate sette:
1. Architettura
2. Scultura
3. Pittura
4. Musica
5. Poesia (o letteratura in genere)
6. Danza
7. Cinema e Teatro
8. Videogiochi

Le scuole, gli istituti e le altre organizzazioni sono solite utilizzare il termine belle per indicare la prospettiva tradizionale relativa alle forme d'arte, di norma implicando un'associazione con i termini di arte classica ed arte accademica.
In particolare per belle arti si intende un lavoro per produrre un'opera che sia la sintesi e la sinergia di tecnica e qualità. Entrambi gli elementi di tecnica e qualità devono essere conformi a standard professionali ed artistici, gli elementi si compensano con la creatività individuale.
Si contrappongono all'arte commerciale in quanto rivendicano l'unicità dell'arte.